# 諾亞 (歌手)

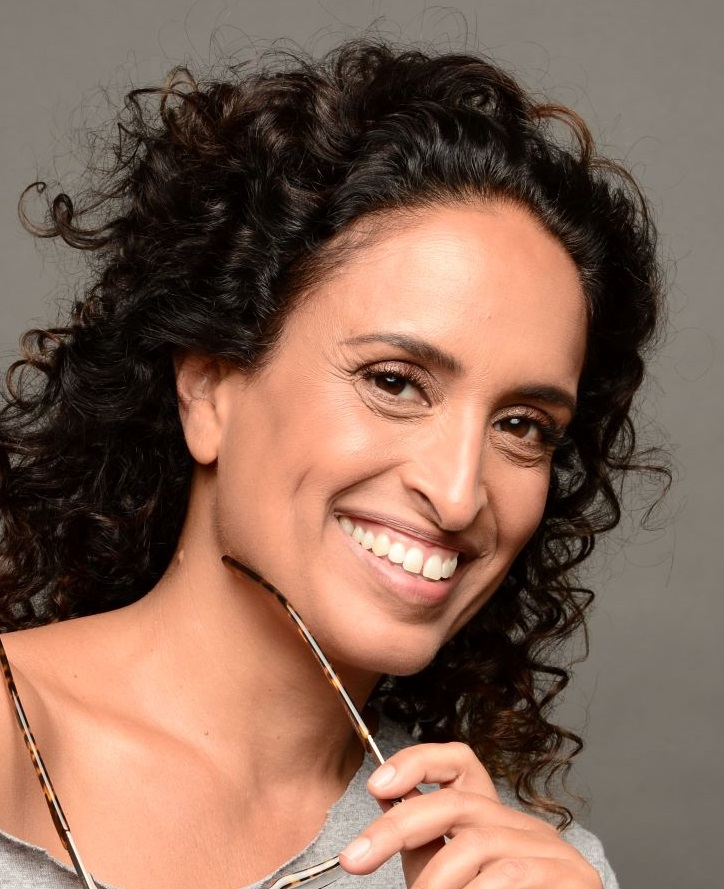
諾亞

諾亞（1969年6月23日—）是一位以色列歌手、词曲作者、打击乐手、诗人、作曲家。诺亚与歌手米拉·阿瓦德一起代表以色列参加2009年歐洲歌唱大賽。

## 生平
诺亚于以色列特拉维夫的一个葉門猶太人家庭。 她小時候在美國讀書，16岁时独自返回以色列。
她曾在以色列國防軍服兵役。 

## 政治观点
诺亚 声称自己在以色列因“直言不讳地主张和平”而屡屡遭到严厉的批评。诺亚主張以和平手段解决阿以冲突。她公开支持兩國方案。  2016年2月，耶路撒冷邮报指控诺亚支持抵制、撤资、制裁。  不過她否认自己支持该运动。 
诺亚也反對本雅明·内塔尼亚胡以及反對2023年以色列司法改革，並參與2023年以色列反司法改革示威。 